# Cynoglossus acaudatus
Cynoglossus acaudatus är en fiskart som beskrevs av Gilchrist, 1906. Cynoglossus acaudatus ingår i släktet Cynoglossus och familjen Cynoglossidae. Inga underarter finns listade i Catalogue of Life.